# HMS Dreadnought
HMS Dreadnought je bio britanski bojni brod izgrađen 1906. u brodogradilištu HM Dockyard, u Portsmouthu, Engleska. Radi inovativnog dizajna smatra se jednim od najznačajnijih ratnih brodova u povijesti.
Izvršio revolucionaran utjecaj na gradnju ratnih brodova  početkom 20. stoljeća. U službu Britanske kraljevske mornarice ušao je 1906. godine i postao je generički pojam za bojne brodove koji su građeni prema njemu (dreadnoughti), dok su se brodovi građeni prema starijoj tehnici nazivali preddreadnoughti.
U trenutku pojave HMS Dreadnoughta uobičajeni bojni brod težio je oko 15 tisuća tona, imao je mješovito naoružanje (topovi od 229 mm, 279 mm i 305 mm), pogonsko gorivo bio mu je ugljen, a dostizao je brzinu od 17 do 18 čvorova. Zapovjednik Britanske ratne mornarice,  admiral John Fisher, u težnji da sačuva britansku premoć na moru, koncipirao je novi bojni brod s nadmoćnim preformansama. Prvi brod završen je ujesen 1906. godine. Imao je deplasman 18.100 tona i bio teže oklopljen od drugih, pokretala ga je parna turbina koja mu je dala veću pouzdanost i manju potrošnju, brzina je dostizala 21 čvor, a svi topovi bili su veliki (305 mm). Takav brod mogao se ravnopravno nositi s dva protivnička bojna broda.
Pojava Dreadnoughta učinila je da su svi tadašnji bojni brodovi odjednom postali zastarjeli, pa su se sve velike mornarice dale na izgradnju novih brodova sličnih Dreadnoughtu.
Do početka Prvog svjetskog rata Velika Britanija je sagradila još 22 broda klase Dreadnought, od kojih su posljednji imali deplasman od 25 tisuća tona i bili naoružani topovima od 343 mm. Još deset je proizvedeno između 1914. i 1916. s topovima od 381 mm, a i tri za Čile i Tursku.
Ipak, trka u gradnji brodova učinila je da je prvi Dreadnought u Prvom svjetskom ratu već zastario: nedovoljno brz, s nedovoljnom zaštitom od torpeda i s pogrešnim rasporedom kupola. Ipak, postao je jedini bojni brod u povijesti koji je izravno potopio podmornicu (njemačku U-29 18. ožujka 1915.). Nije sudjelovao u jedinoj velikoj pomorskoj bici u Prvom svjetskom ratu, bitci kod Jyllanda. Izrezan je 1923. godine.

## Vanjske poveznice
- HMS Dreadnought na www.maritimequest.com
- Službena stranica na royal-navy.mod.uk